# Скъндер Селими
Скъндер Селими (на албански: Esat Oktrova) в албански хореограф и балетмайстор.

## Биография
Роден е в 1933 година в албанското македонско градче Поградец (Поградеци), Албания. Участва в съпротивителното движение през Втората световна война. След края на войната учи във Военната академия в Тирана, но се отказва от военната си кариера и започва да се изявява в балетни спектакли под ръководството на съветски ръководители, работещи в Албания. Учи хореография в ГИТИС в Москва, в класа на Ростислав Захаров.
След завръщането си у дома работи като хореограф за оперни и балетни спектакли на сцената на Театъра за опера и балет в Тирана. Той е автор на първия албанския водевил „Мирела“. През 1972 г. той е уволнен от комунистическата власт, тъй като в неговия балет „Алба“ са видени прекомерни иновации и технически грешки. През 1981 г. се връща в Тирана и поема катедрата по хореография м Академията за изящни изкуства. Автор е на няколко учебници по история на балета и хореография, както и на монографии върху албанските народни танци.